# Bernadette Zurbriggen
Pour les articles homonymes, voir Zurbriggen.
Bernadette Zurbriggen, née le 30 août 1956 à Saas Grund, est une skieuse alpine suisse.

## Palmarès

### Jeux olympiques d'hiver
| Épreuve / Édition | Sapporo 1972 | Innsbruck 1976 | Lake Placid 1980 |
| Descente          | 7e           | 7e             | 11e              |
| Slalom            | -            | 12e            | -                |

### Championnats du monde
| Épreuve / Édition | St. Moritz 1974 | Garmisch-Partenkirchen 1978 |
| Descente          | 11e             | 11e                         |

## Coupe du monde
- Meilleur résultat au classement général : 4e en 1976
  - 7 victoires : 5 descentes, 1 géant et 1 combiné (8 victoires : 5 descentes, 1 géant, 1 combiné et 1 parallèle[1])
  - 18 podiums : 12 descentes, 4 géants, 2 combinés (19 podiums : 12 descentes, 4 géants, 2 combinés et 1 parallèle[1])

### Différents classements en Coupe du monde
| Année/Classement | Année/Classement | Général | Général | Descente | Descente | Géant  | Géant  | Slalom | Slalom | Combiné | Combiné |
| ---------------- | ---------------- | ------- | ------- | -------- | -------- | ------ | ------ | ------ | ------ | ------- | ------- |
| Année/Classement | Année/Classement | Class.  | Points  | Class.   | Points   | Class. | Points | Class. | Points | Class.  | Points  |
| 1972             | 1972             | 24e     | 14      | 8e       | 14       | -      | -      | -      | -      | -       | -       |
| 1973             | 1973             | 11e     | 64      | 11e      | 13       | 5e     | 51     | -      | -      | -       | -       |
| 1974             | 1974             | 34e     | 2       | 16e      | 2        | -      | -      | -      | -      | -       | -       |
| 1975             | 1975             | 5e (6e) | 153     | 2e       | 101      | 15e    | 12     | 21e    | 6      | -       | -       |
| 1976             | 1976             | 4e      | 170     | 2e       | 87       | 7e     | 30     | 22e    | 4      | 2e      | 43      |
| 1977             | 1977             | 10e     | 78      | 5e       | 63       | 18e    | 11     | -      | -      | -       | -       |
| 1978             | 1978             | 19e     | 23      | 9e       | 23       | -      | -      | -      | -      | -       | -       |
| 1979             | 1979             | 21e     | 60      | 2e       | 90       | -      | -      | -      | -      | -       | -       |
| 1980             | 1980             | 51e     | 8       | 18e      | 8        | -      | -      | -      | -      | -       | -       |

### Détail des victoires
| Édition / Épreuve | Descente                            | Géant     | Slalom | Combiné     | Total |
| 1973              | -                                   | Anchorage | –      |             | 1     |
| 1975              | Schruns Chamonix (Arlberg-Kandahar) | -         | –      | –           | 2     |
| 1976              | Val d'Isère Meiringen II            | –         | -      | Bad Gastein | 3     |
| 1977              | Schruns                             | -         | –      | –           | 1     |
| Total             | 5                                   | 1         |        | 1           | 7     |

## Arlberg-Kandahar
- Vainqueur de la descente 1975 à Chamonix